# Freya bicavata
Freya bicavata là một loài nhện trong họ Salticidae.
Loài này thuộc chi Freya. Freya bicavata được Frederick Octavius Pickard-Cambridge miêu tả năm 1901.